# Villa du Mont-Tonnerre
La villa du Mont-Tonnerre est une voie du 15e arrondissement de Paris, en France.

## Situation et accès
La villa du Mont-Tonnerre est une voie publique située dans le 15e arrondissement de Paris. Elle débute au 127, rue de Vaugirard et se termine au 12, villa de l'Astrolabe. 
Avec la villa de l'Astrolabe, la villa du Mont-Tonnerre forme une boucle qui commence et finit rue de Vaugirard.

## Origine du nom
Cette rue porte le nom du mont Tonnerre, une montagne de la Bavière rhénane qui a donné son nom au département français du Mont-Tonnerre, qui a existé sous la République et le Premier Empire.

## Historique
Initialement, cette voie portait le nom d'« impasse Charlot » avant de prendre en 1877 le nom d'« impasse du Mont-Tonnerre », puis « rue du Mont-Tonnerre ». 

## Bâtiments remarquables et lieux de mémoire
- No 4 : galerie d'art Studio 55.
- No 10 : ici demeurait le peintre René Demeurisse (1895-1961).